# Ruská Poruba
Ruská Poruba és un poble i municipi d'Eslovàquia. Es troba a la regió de Prešov, al nord del país.

## Història
La primera referència escrita de la vila data del 1454.

## Demografia
| Godina             | 1994 | 2004   | 2014    | 2024    |
| ------------------ | ---- | ------ | ------- | ------- |
| Nombre de persones | 276  | 286    | 238     | 205     |
| Diferència         |      | +3,62% | −16,78% | −13,86% |

| Godina             | 2023 | 2024   |
| ------------------ | ---- | ------ |
| Nombre de persones | 199  | 205    |
| Diferència         |      | +3,01% |